# モンクローバ・スティーラーズ
モンクローバ・スティーラーズ（英語: Monclova Steelers、スペイン語名: アセレロス・デ・モンクローバ (スペイン語: Acereros de Monclova））は、メキシコ合衆国コアウイラ州モンクローバに本拠地を置くリーガ・メヒカーナ・デ・ベイスボルのプロ野球チームである。
本拠地球場はエスタディオ・デ・ベイスボル・モンクローバ。マイナーリーグAAAクラスを与えられている。
1974年にリーガ・メヒカーナ・デ・ベイスボルのチームとなった。2019年に創設45年目にして、初優勝を果たした。